# Akbar
Muḥammad Abū l-Fatḥ Jalāl al-dīn, (in persiano محمد أبو الفتح جلال الدین اکبر‎; trascrizioni alternative sono Jellaladin o Celalettin) meglio conosciuto come Akbar-e ʿAẓam (Amarkot, 15 ottobre 1542 – Agra, 27 ottobre 1605), fu il terzo sovrano timuride dell'Impero Moghul e Gran Mogol dal 1556 fino alla sua morte.
I fatti della sua vita sono narrati nell'Akbarnama (Akbar nāmeh), cronaca ufficiale, riccamente miniata sul suo regno, commissionata dallo stesso sovrano.
Fra i più importanti imperatori dell'Impero Moghul, grazie all'impegno militare (operò diverse conquiste espandendo i domini della dinastia) e alla politica di riforme amministrative, e agli sforzi in campo religioso, fu impegnato nel far convivere le religioni maggioritarie del regno, come l'induismo e l'islam.

## Biografia

### Ascesa al trono
Nacque nel 1542 nella fortezza Rajput di Umarkot, nella regione del Sindh, dove suo padre, l'Imperatore Mogul Humāyūn si era appena installato con la sposa Ḥamīda Bānū Bēgum. Nel 1540 Humāyūn era stato infatti costretto all'esilio dopo essere stato sconfitto dal notabile afghano Shēr Shāh Sūrī. Rifiutandosi di raggiungere i suoi familiari in Persia, Akbar decise invece di restare in Afghanistan dallo zio ʿAskari e da sua moglie. Qui crebbe dedicandosi alla caccia e alla lotta, ma non imparò mai né a leggere né tanto meno a scrivere, diventando l'unico erede del mitico Bābur a restare analfabeta. Tuttavia la sua mancanza di istruzione non gli impedì di maturare un certo gusto per l'arte, l'architettura e la musica, e la capacità di ascoltare con tolleranza e rispetto le opinioni altrui.
Approfittando dell'anarchia seguita alla lotta per la successione al trono di Shēr Shāh Sūrī nel 1555, il padre di Akbar, Humāyūn, marciò con un esercito in parte fornito dal suo alleato lo scià di Persia Ṭahmasp I e conquistò nuovamente Delhi, prima di morire pochi mesi dopo. Akbar succedette a suo padre il 14 febbraio 1556 nel mezzo di un conflitto per la successione a Gran Mogol con Sikandar Shāh Sūrī, uno dei figli di Shēr Shāh Sūrī e pretendente al trono. Dopo essere stato incoronato in una solenne cerimonia, vestito di una tunica dorata e con una tiara nera, Akbar venne insignito del titolo di Shāhanshāh (in persiano Re dei re).

### Il regno di Akbar

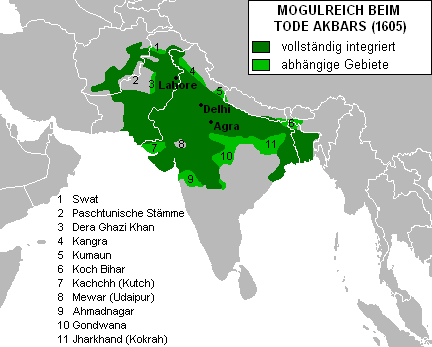
Impero Moghul all'anno della morte di Akbar (1605).

Il primo obiettivo del nuovo Imperatore Moghul fu quello di debellare definitivamente la minaccia rappresentata dalla dinastia Suri, eliminando il suo rappresentante più minaccioso Sikandar Shāh Sūrī, il quale manteneva ancora il controllo della regione del Punjab.
Fu così che Akbar marciò contro Sikandar, lasciando Delhi nelle mani del suo capo militare Tardi Beg Khān.
Sikandar non cercò mai lo scontro con il suo avversario e mentre questi avanzava preferì ritirarsi con il suo esercito. Nel frattempo però, a Delhi, un capo militare di nome Hemu al servizio di ʿĀdil Shāh Sūrī, fratello di Sikandar, conquistò con un audace attacco a sorpresa la capitale del regno Moghul e si autoproclamò sovrano con il titolo di Rāja Vikramaditya tradendo così il suo stesso sovrano. Akbar, facendo riferimento ai suoi fedeli generali, seppe non solo riguadagnare il dominio paterno, ma riuscì anche ad ampliarlo, fissando i territori del regno oltre che sull'Indostan propriamente detto, anche sull'Afghanistan orientale, il Bengala, il Kashmir e gran parte del Deccan. Tale estensione non fu più raggiunta in seguito da nessun altro sovrano. Akbar scelse come centro dell'impero, in luogo della vecchia sede di Delhi, Agra.

### Akbar e le riforme in campo religioso e amministrativo

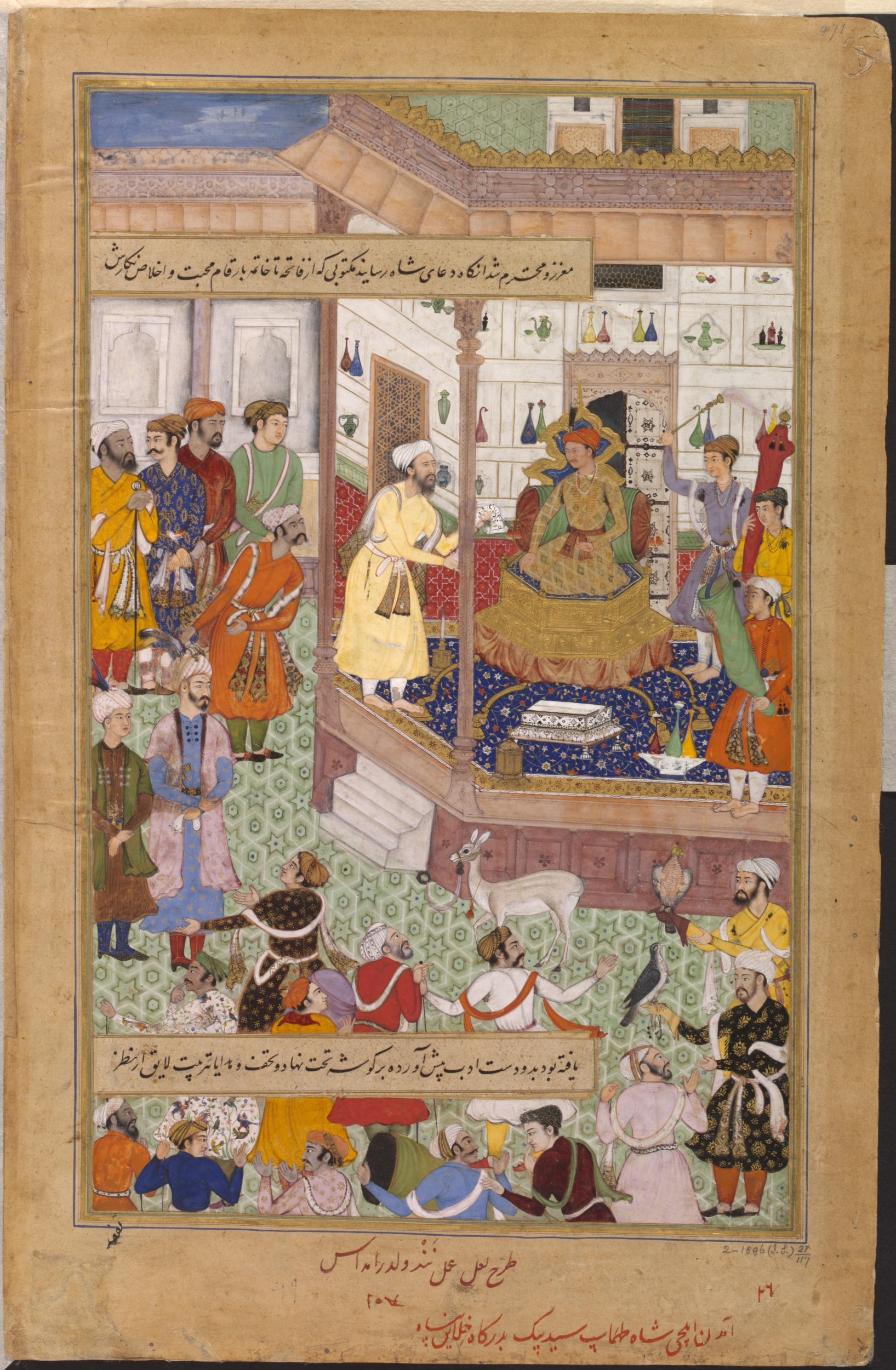
Miniatura tratta dal codice Akbarnāma, ca. 1590, conservato nel Victoria and Albert Museum di Londra: l'imperatore Akbar riceve Sayyed Beg, ambasciatore dello Shāh safavide Shāh Ṭahmasp I nel 1562

Akbar considerava con grande serietà il fatto di essere l'imperatore di un popolo con più religioni e dedicò molto tempo e risorse per cercare punti di contatto tra le diverse fedi del popolo su cui regnava. Si spese così, oltreché in campo amministrativo migliorando l'apparato burocratico, anche sul fronte sociale attenuando i prelievi fiscali, sforzandosi di renderli omogenei (tale parità di trattamento implicava anche un uguale riconoscimento di natura religiosa). Egli era estremamente tollerante nei confronti dell'induismo, mentre al contrario era molto critico nei confronti dell'Islam; volle così approfondire la conoscenza di altri culti, invitando a dibattere pubblicamente e liberamente alcuni esponenti delle principali religioni presenti nel suo regno: musulmani, zoroastriani, indù, giainisti e anche cristiani, questi ultimi provenienti da Goa, possedimento portoghese, nonché dalle missioni francescane e gesuite. Applicò per primo, cosa evidentemente di grande novità per quel tempo (soprattutto presso i regni musulmani), un criterio di tolleranza religiosa, facendo in modo che i vari credi potessero convivere senza che ne prevalesse alcuno.
La sua fama di sovrano clemente (soprattutto per il trattamento accondiscendente verso le missioni e le ambascerie cristiane ed europee) si estese all'Occidente, dove fu noto col nome di "Gran Mogol", dovuto all'origine mongola (il suo antenato Tamerlano era di etnia turco-mongola) della sua dinastia, e che venne esteso in seguito anche ai suoi successori. Le frequenti diatribe, i sottili ragionamenti teologici e soprattutto i vari tentativi di conversione nei suoi confronti, operati soprattutto da parte dei missionari gesuiti, ebbero il risultato di allontanare definitivamente Akbar da ogni tipo di religione ufficiale, tanto che nel 1579, sfiduciato anche dagli esponenti di un Islam ortodosso, si autoproclamò infallibile in materia di fede e nel 1582 fondò una sua personale religione chiamata Dīn-i tawḥīd-i ilāhī ("monoteismo"), che purtuttavia rimase circoscritta alla cerchia dei letterati di corte, e non ebbe alcun seguito presso il popolo, che rimase totalmente legato alle proprie antiche fedi.
La nuova religione derivava dalla lunga permanenza di Akbar in Persia, e si basava fondamentalmente sull'Islam, in particolare sufi, ma registrava anche una forte influenza dallo sciismo; era comunque fondata sul concetto dell'unicità di Dio e dell'unità del reale.
Akbar assunse il titolo di "Rivelatore di quanto è all'interno e rappresentante di quanto esiste", titolo di chiara derivazione sciita, che vede l'Imām come colui che sparge la conoscenza di Dio e plasma il mondo in funzione di tale conoscenza. Tra le derivazioni da altri credi vi sono il rispetto di tutti gli esseri viventi, tipico del giainismo, e il Culto del Sole e della divinità dell'imperatore, provenienti dallo zoroastrismo, che creò forti attriti con l'ortodossia islamica.

## Famiglia

### Consorti
Akbar aveva almeno venti consorti: 
- Ruqaiya Sultan Begum. Cugina paterna di Akbar come figlia di Hindal Mirza, furono promessi all'età di 9 anni e sposi a 14, nel 1556.
- Figlia di Abdullah Khan Mughal. Si sposarono nel 1557, durante l'assedio di Mankot. Bairam Khan, reggente di Akbar, si oppose al matrimonio perché la sorella di Abdullah era sposata con uno degli zii di Akbar, Kamran Mirza, più volte ribelle, e quindi riteneva il matrimonio politicamente rischioso, ma fu infine convinto a dare il suo consenso da Nasir-al-Mulk.
- Salima Sultan Begum. Cugina paterna di Akbar come figlia di Gulrukh Begum. Si sposarono nel 1561, quando lei rimase vedova di Bairam Khan.
- Mariam-uz-Zamani, nota anche come Jodha Bai o Wali Nimat Begum. Figlia di Raja Bharmal, si sposarono il 6 febbraio 1562. Fu la moglie favorita di Akbar, nonché la madre dell'imperatore Jahangir.
- Moglie di Abdul Wasi, figlio di Shaikh Bada, signore di Agra. Nel 1562, Akbar rimase affascinato dalla sua bellezza e comandò a suo marito di divorziare da lei e consegnargliela.
- Gauharunnissa Begum. Figlia di Shaikh Muhammad Bakhtiyar di Din Laqab e sorella di Shaikh Jamal Bakhtiyar, proveniva da una famiglia di piccola nobiltà che governava nei pressi di Chandwar e Jalesar.
- Figlia di Jagmal Rathore, figlio di Rao Viramde di Merta, si sposarono nel 1562.
- Figlia di Miran Mubarak Shah, sovrano di Khandesh. Si sposarono nel settembre 1564, su richiesta del padre di lei, e la sposa, scortata da Mirano sotto la guida di Itimad Khan e di un gran numero di nobili, portò in dote i territori di Bijagarh e Handia.
- Bibi Salima (morta il 13 maggio 1599). Concubina, entrò nell'harem di Akbar nel 1568 o prima.
- Raj Kunwari. Figlia di Kanha, fratello di Rai Kalyan Mal, sovrano di Bikanir. Si sposarono nel 1570 su richiesta di Kalyan, dopo la conquista Moghul del territorio.
- Bhamati Kunwari. Figlia di Bhim Raj e cugina di Raj, si sposarono nel 1570.
- Nathi Bai. Figlia di Rawal Har Rai, sovrano di Jaisalmer, si sposarono nel 1570, dopo il ritorno di Akbar da Nagor, e la cerimonia fu solennizzata da Raja Bhagwan Das. Era inoltre zia paterna di Malika Jahan, una delle consorti di Jahangir, figlio di Akbar e Mariam-uz-Zanami ;
- Puram Bai. Sorella di Narhardas, nipote di Rao Viramde di Merta, si sposarono nel 1570, in cambio del sostegno di Akbar nella rivendicazione di Merta su Keshodas.
- Bhakkari Begum. Figlia di Mahmud di Bhakkar, si sposarono nel luglio 1572 ad Ajmer. La dote della sposa era di oltre 30.000 rupie, mentre Akbar, tramite Itimad Khan, offrì abiti, armi ingioiellate, cavalli con finimenti d'oro e quattro elefanti. Le celebrazioni delle nozze durarono oltre quindici giorni.
- Qasima Banu Begum. Figlia di Arab Shah, si sposarono nel 1557.
- Figlia di Rawal Askaran di Dungarpur. Si sposarono il 12 luglio 1577, dopo che la sposa arrivò scortata da Rai Loukaran e Rajah Birbar.
- Bibi Daulat Shad.
- Figlia di Shams Chak di Kashmir. Si sposarono il 3 novembre 1592.
- Figlia di Qazi Isa, qadi dell'Iran. Si sposarono il 3 luglio 1593. Suo fratello era Naqib Khan Qazvini, amico intimo di Akbar e colui che offrì sua sorella ad Akbar dopo la morte del padre, mentre suo cugino Najib Khan era sposato con Sakina Banu, sorellastra di Akbar.
- Rukmavati. Figlia di Maldeo Rathore e della sua concubina Tipu Gudi. A differenza delle altre consorti, era considerata una concubina e non una moglie e la loro unione simboleggiava perciò l'asservimento della famiglia di lei, piuttosto che la conclusione di un accordo fra pari.

### Figli
Akbar aveva almeno cinque figli: 
- Hassan Mirza (19 ottobre 1564 - 5 novembre 1564) - con Mariam uz Zamani. Gemello di Hussain.
- Hussain Mirza (19 ottobre 1564 - 29 ottobre 1564) - con Mariam uz Zamani. Gemello di Hassan.
- Salim Jahangir (31 agosto 1569 - 28 ottobre 1627) - con Mariam uz Zamani. Quarto imperatore Moghul.
- Murad Mirza (15 giugno 1570 - 12 maggio 1599) - con una concubina ignota. Inizialmente cresciuto da Salima Begum, fu riaffidato alla madre naturale prima del 1575.
- Daniyal Mirza (11 settembre 1572 - 19 marzo 1605) - con una concubina ignota. Venne cresciuto da Mariam uz Zamani.

### Figlie
Akbar aveva almeno sei figlie, più diverse adottive: 
- Fatima Banu Begum (1562 - ?). Morta bambina.
- Shahzadi Khanum (nata il 21 novembre 1569) - con Bibi Salima. Nota anche come Sultan Khanum Begum. Essendo sua madre una concubina, alla nascita la bambina le fu tolta per essere cresciuta dalla nonna paterna Hamida Banu. Ciononostante, Shahzadi soffrì molto la morte della madre naturale, avvenuta nel 1599. Sorella favorita di Jahangir, nel settembre 1583 sposò Muzaffar Husain Mirza, nipote di Kamran Mirza e fratello di Nurunnissa Begum, una delle mogli dello stesso Jahangir;
- Mahi Begum (morta il 7 aprile 1577) - con Nathi Bai.
- Shakrunnissa Begum (morta il 1º gennaio 1653), nota anche come Shakralnisa Begum - con Bibi Daulat Shad.
- Firoze Khanum (nata nel 1575) - con una concubina ignota. Cresciuta da Mariam-uz-Zamani.
- Aram Banu Begum (22 dicembre 1584 - 17 giugno 1624) - con Bibi Daulat Shad. Era nota per la personalità schietta, arguta e maliziosa, tanto da essere soprannominata "Ladli", ovvero "farfalla". Nonostante la sua personalità anticonformista, era la figlia preferita di suo padre, che più volte raccomandò che il figlio che gli sarebbe successo avrebbe dovuto trattarla con la stessa sua indulgenza. Aram rifiutò di sposarsi e trascorse tutta la sua vita a corte, morendo infine di dissenteria.
- Kishnavati Bai (morta nell'agosto 1609). Figlia adottiva, nata da Sekhavat Kachvahi Durjan Sal. Sposò Sawai Raja Suraj Singh e divenne madre di Gaj Singh e di Manbhavati Bai, moglie di Parviz Mirza.
- Sukanya Bai. Figlia adottiva e sorella minore di Mariam-uz-Zamani. Dopo la morte del suo promesso nell'ottobre 1582, durante la battaglia di Paronkh, Akbar la prese come figlia e si occupò di organizzarle un nuovo matrimonio.

## Nella cultura di massa
Akbar è uno dei personaggi principali del romanzo di Salman Rushdie L'incantatrice di Firenze, edito nel 2008 in inglese e in italiano nel 2009.